# Samuel Schwarz (Theaterregisseur)
Samuel Schwarz (* 27. August 1971 in Langnau im Emmental) ist ein Schweizer Film- und Theaterregisseur. Bekannt wurde er durch seine Theaterinszenierungen und Filme mit der Theatergruppe 400asa und seine Uraufführungen von Stücken von Theaterautoren wie Lukas Bärfuss, Raphael Urweider und Tim Zulauf und Sabine Wen-Ching Wang. Seit 2010 inszeniert Samuel Schwarz auch zunehmende Filme und konzentriert sich mit seiner Gruppe 400asa auf Projekte mit transmedialer Auswertung. 2020 gründete Samuel Schwarz das Maison Du Futur, ein Kompetenzzentrum für Erzählung, das sich zuerst kultureller Teilhabe in der Corona-Pandemie widmete.

## Leben
Nach dem Gymnasium in Bern inszenierte Schwarz zusammen mit Punks im Kulturzentrum Reitschule  Weihnachtsmärchen, bevor er sich an der Schauspielakademie Zürich (heute Hochschule für Musik und Theater Zürich) von 1994 bis 1998 zum Regisseur ausbilden liess. 1998 gründete Samuel Schwarz zusammen mit Lukas Bärfuss die freie Theatergruppe 400asa, die sich mit verschiedenen Produktionen als wichtiger Schweizer Theaterexport profilierte. 1998 und 1999 spielte Schwarz am Schauspielhaus Zürich bei Benno Besson und Peter Palitzsch. Diese Arbeit mit diesen Regisseuren, die ihr Handwerk bei Bertolt Brecht gelernt hatten, prägten den Inszenierungsansatz von Samuel Schwarz, speziell die politische Ausrichtung seiner Regiearbeiten.
Im Jahre 2000 inszenierte Schwarz am Schauspielhaus Bochum sein erstes Stück an einem subventionierten Haus. Mit der freien Gruppe 400asa erregten u. a. das sogenannte Affentheater an der Schweizerischen Landesausstellung Expo.02, aber auch das Sportstück B. – ein Stück über Sport und Behinderung, das das Schicksal des querschnittgelähmten Skirennfahrers Silvano Beltrametti thematisierte, Aufsehen. Seit 2000 arbeitet Samuel Schwarz regelmässig mit Ted Gaier von der Band Die Goldenen Zitronen zusammen.
Als Regisseur im Stückvertrag arbeitete Schwarz u. a. unter Michael Schindhelm am Theater Basel, unter Volker Hesse am Maxim Gorki Theater in Berlin, unter Matthias Hartmann am Schauspielhaus Bochum, unter Tom Stromberg am Hamburger Schauspielhaus, unter Christoph Nix am Theater Konstanz und unter Andreas Beck am Schauspielhaus Wien. 2006 inszenierte er am Staatstheater Maribor die slowenische Uraufführung von Lukas Bärfuss’ preisgekröntem Stück Der Bus, als Vorstudie zu einer 400asa-Inszenierung desselben Stückes in den Wäldern Graubündens im Herbst 2007. Im September 2006 reagierte Schweizer Presse heftig auf die Schwarz-Inszenierung von Friedrich Schillers Wilhelm Tell am Theater St. Gallen, weil Samuel Schwarz den Nationalhelden Wilhelm Tell  mit dem Amokläufer von Zug Friedrich Leibacher und dem 9/11-Attentäter Mohammed Atta verglich.
Samuel Schwarz arbeitet auch als Schauspieler. Zuletzt spielte er 2007 am Theater am Neumarkt in Maria Stuart von Friedrich Schiller die Rolle der Elisabeth I. Seine Churer Inszenierung von Lukas Bärfuss’ Der Bus – bei der das Publikum in Herbstwälder gefahren wird – wurde nach der Premiere 2007 in Chur an verschiedene Festivals eingeladen, u. a. an das Festival Politik im Freien Theater im Herbst 2008 in Köln, wie auch an das Akko-Festival in Israel im Herbst 2009. Im Januar 2010 führte Samuel Schwarz in Konstanz die Radiofassung von Bertolt Brechts Stück Die Heilige Johanna der Schlachthöfe aus dem Jahre 1932 auf, die im Juni 2010 auch als verkleinerte Fassung – in chinesischer Übersetzung und als chinesische Uraufführung – im Penghao Theatre in Peking zu sehen war.
2007 gründete Samuel Schwarz zusammen mit Meret Hottinger die Kamm(m)acher GmbH, die sich auf die Entwicklung neuer Formate für Theater, Film, TV und Radio konzentriert. Unter anderem entwickelte Samuel Schwarz an der Andrzej Wajda School am ERKAN-Master-Programm unter der Leitung von Andrzej Wajda das Filmmusical Seldwyla, frei nach Gottfried Kellers Novellenzyklus Die Leute von Seldwyla. Im Juni 2010 inszenierte Samuel Schwarz in Peking eine Adaption von Claude Chabrols Film Biester, eine Aufführung, die im September 2010 auch im Rahmen des Zürcher Theater Spektakels zu sehen war (unter dem Titel La Cérémonie). Den Text dazu schrieb die schweiz-taiwanesische Autorin Sabine Wen-Ching Wang.
2011 verfilmte Samuel Schwarz zusammen mit Julian M. Grünthal Ödön von Horváths Volksstück Kasimir und Karoline unter dem Titel Mary & Johnny.
2012 gründete Samuel Schwarz gemeinsam mit 400asa das neue Theater stadttheater.tv, das als mobiles Stadttheater urbane Theaterkunst produziert, aber abseits der starren Anordnung von Saal und Bühne. Im Rahmen von stadttheater.tv entsteht das trimediale Theaterspiel Der Polder nach dem gleichnamigen Kinofilm, zu dem auch versteckte Kampagnen unter anderem Namen gehören. So inszenierte Samuel Schwarz zusammen mit Julian M. Grünthal einen Augmented-Reality-Walk zu Friedrich Nietzsches Werk Also sprach Zarathustra, in Zusammenarbeit mit dem Theater Chur.
Ab 2011 liefen die Vorbereitungen für den Kinofilm Polder – Tokyo Heidi, der mit dem SWR und in Zusammenarbeit mit Niama Film entstand. Im Vorfeld zu den Dreharbeiten fanden im Sommer und Herbst 2013 in Bern und Zürich die ersten Alternate Reality Games zu Der Polder statt. Im September 2013 strahlte der SRF das Hörspiel «Der neue Meienberg» von Samuel Schwarz zu dem 20. Todestag von Niklaus Meienberg aus. 2018 produzierte Samuel Schwarz mit SRF das Hörspiel LUKULLUS nach Bertolt Brecht. 2020 gründete er das Maison du Futur, ein Kompetenzzentrum für Erzählung, das 2020–2022 spezielle Corona-Stages in dem von Max Frisch erbauten Freibad einrichtete.

## Auszeichnungen
- 1998 Radiopreis der Zürcher Radiostiftung für das Hörspiel RöstiBlitz (zusammen mit Udo Israel)
- 2000 ZKB-Förderpreis am Zürcher Theater Spektakel für die Produktion «Medeää»
- 2011 Förderpreis für Musik/Tanz/Theater des Kantons Zürich für die Arbeit mit 400asa
- 2012 Lobende Erwähnung der Jury im Rahmen des Filmfestival Max Ophüls Preis für den Spielfilm Mary & Johnny
- 2012 Berner Filmpreis für den Spielfilm Mary & Johnny
- 2016 Méliès d'argent für POLDER am SCIENCE+FICTION - FESTIVAL INTERNAZIONALE DELLA FANTASCIENZA in Trieste
- 2016 BAK-Theaterpreis für 400asa für innovatives Storytelling (Bundesamt für Kultur)

## Inszenierungen (Auswahl)
- 1999 Italienische Nacht, von Horváth, Zürcher Theater Spektakel
- 2000 Klaus und Ediths Reise durch den Schacht zum Mittelpunkt der Erde, von Lukas Bärfuss, Schauspielhaus Bochum
- 2000 «Medeää» nach Lars von Trier/Euripides, Wiener Festwochen, (Gewinner des ZKB Förderpreises des Theaterspektakel Zürichs)
- 2001 Neue Mitte von Raphael Urweider/Samuel Schwarz, Maxim Gorki Theater Berlin
- 2001 Meienbergs Tod, von Lukas Bärfuss, Theater Basel
- 2001 Othello, von Lukas Bärfuss / William Shakespeare, Schauspielhaus Hamburg
- 2002 Miss Sarah Sampson, von Gotthold Ephraim Lessing, Theater Basel
- 2003 Clavigo, von Johann Wolfgang Goethe, Schauspielhaus Bochum
- 2003 Zombies, von Raphael Urweider, Schauspielhaus Hamburg, 400asa
- 2004 Heinrich IV, von Shakespeare/Bärfuss, Schauspielhaus Bochum
- 2005 Andorra, von Max Frisch, Theater Basel
- 2005 Zürich 1917, nach Meinrad Inglin, Theater am Neumarkt
- 2006 Wilhelm Tell, von Friedrich Schiller, Theater St. Gallen
- 2006 Der Bus, von Lukas Bärfuss Staatstheater Maribor, Slowenien
- 2007 Der Bus, von Lukas Bärfuss Theater Chur, Outdoor-Inszenierung in den Wäldern Graubündens
- 2008 gibt sie antwort atmet er, von Simon Froehling, Diplominszenierung Hochschule der Künste Bern
- 2009 Jenatsch, nach Conrad Ferdinand Meyer, 400asa, Theater Chur
- 2009 Der Sumpf, von Ted Gaier, Claudia Basrawi, Sophiensäle Berlin
- 2010 Die heilige Johanna der Schlachthöfe, von  Bertolt Brecht, Stadttheater Konstanz
- 2011 Ulrike Maria Stuart, von Elfriede Jelinek, Stadttheater Konstanz
- 2011 Entfernung, nach Marlene Streeruwitz, Schauspielhaus Wien
- 2012 Flow/Wasser von Claudia Basrawi, Sophiensäle Berlin
- 2012/2013 Der Polder, Transmedia-Projekt – zusammen mit Julian M. Grünthal
- 2013/2014 Zarathustra, Sils Maria, Zürich, Chur – zusammen mit Julian M. Grünthal
- 2016 Release des Kinofilms POLDER
- 2020/2022 Corona-Stages im Max Frisch Bad